# Maria Susanna Cumminsová
Maria Susanna Cumminsová, nepřechýleně Maria Susanna Cummins (9. dubna 1827 – 1. října 1866) byla americká spisovatelka.

## Životopis
Narodila se 9. dubna roku 1827 v Salemu ve státě Massachusetts. Byla dcerou Davida Cumminse a Marie F. Kittredgeové. Rodina Cumminsových žila ve čtvrti Dorchester v Bostonu. Otec Cumminsovou již v raném věku povzbuzoval, aby se stala spisovatelkou. Studovala na škole Mrs. Charles Sedgwick's Young Ladies School v Lenoxu v Massachusetts.
Roku 1854 vydala román The Lamplighter, který se těšil velké oblibě u čtenářů a který rovněž Cumminsovou proslavil. Jeden z recenzentů označil román za „jedno z nejoriginálnějších a nejpřirozenějších vyprávění“.  Během osmi týdnů se prodalo 40 000 výtisků románu. Cummisová napsala také další romány, jako například Mabel Vaughan (1857). Žádná její kniha ale neměla takový úspěch jako právě The Lamplighter.
Maria Susanna Cumminsová zemřela v Dorchesteru dne 1. října roku 1866.

## Vybraná bibliografie
- 1854 : The Lamplighter
- 1857 : Mabel Vaughan
- 1860 : El Fureidis
- 1864 : A Talk About Guides
- 1864 : Haunted Hearts
- 1865 : Around Mull